# Ole von Beust
Carl-Friedrich Arp Ole Freiherr von Beust (Hamburg, 13 april 1955) is een Duitse jurist en voormalig politicus van de CDU. Tussen 2001 en 2010 was hij eerste burgemeester van Hamburg.

## Biografie
Von Beust studeerde rechten in Hamburg. In 1983 opende hij een eigen advocatenpraktijk.
In 1971 werd hij lid van de CDU. Van 1977 tot 1983 bekleedde hij het voorzitterschap van de christendemocratische jongerenorganisatie Junge Union in Hamburg en in 1978 werd hij voor de eerste keer verkozen in de Hamburgische Bürgerschaft (het deelstaatparlement van Hamburg). Von Beust zou hierin ruim twintig jaar actief blijven. In 1993 werd hij er fractievoorzitter.
Na lokale verkiezingen in het najaar van 2001 werd Von Beust verkozen tot eerste burgemeester van Hamburg. Dat gebeurde nadat de CDU erin slaagde een rechtse meerderheidscoalitie te vormen met de Partei Rechtsstaatlicher Offensive (PRO) en de FDP. De grootste partij, de SPD, werd hierbij uitgesloten. Von Beust was de eerste CDU-burgemeester van Hamburg sinds Kurt Sieveking (1953–1957). Na de val van de coalitie in 2004 werden nieuwe verkiezingen gehouden, waarbij de CDU onder leiding van Von Beust een klinkende overwinning boekte en de grootste partij van Hamburg werd. Met een absolute zetelmeerderheid regeerde de CDU tot 2008 alleen. In 2008 werd Von Beust vervolgens nogmaals herkozen, al raakte de CDU haar meerderheid wel weer kwijt. In de Senaat-Von Beust III fungeerde Bündnis 90/Die Grünen als coalitiepartner.
Op 18 juli 2010 maakte Von Beust bekend terug te treden uit de politiek. Zijn groeiende moeite met het nemen van impopulaire besluiten was hiervoor een van de redenen. De aankondiging viel samen met zijn nederlaag in een bindend referendum, waarin door de regering voorgestelde onderwijshervormingen verworpen werden. Op 25 augustus 2010 legt hij zijn functie als burgemeester na bijna negen jaar neer. Partijgenoot en kabinetslid Christoph Ahlhaus nam het burgemeesterschap van hem over.

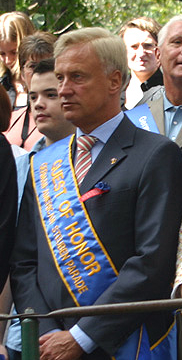
Ole von Beust

### Persoonlijk
Ole von Beust is homoseksueel en is een zoon van Achim-Helge von Beust (overleden in 2007), medeoprichter van de CDU in Hamburg en eveneens advocaat. Van moederszijde is hij deels van Joodse komaf (in de nazitijd werd zijn moeder, Hanna Wolff (overleden in 1996), officieel bestempeld als half Joods). Ter nagedachtenis aan door de Holocaust omgekomen familieleden liet hij in 2006 in Lübtheen vier Stolpersteine-plaatsen. Voorts is hij verwant aan de Saksisch-Oostenrijkse staatsman Ferdinand von Beust.
- Gemeinsame Normdatei: 120533081
- International Standard Name Identifier: 0000 0000 4231 2118
- Library of Congress Control Number: no2001038664
- Système universitaire de documentation: 156172402
- Virtual International Authority File: 77148699
- WorldCat: E39PBJd3HpkdMWvHVCqcr9f8YP